# Mowczaniwka (obwód żytomierski)
Mowczaniwka (ukr. Мовчанівка, hist. pol. Mołczanówka Wielka, Mołczanówka Rużyńska) – wieś na Ukrainie, w obwodzie żytomierskim, w rejonie berdyczowskim, w hromadzie Różyn. W 2001 liczyła 1259 mieszkańców, spośród których 1249 wskazało jako ojczysty język ukraiński, a 10 rosyjski.